# Перепелиця Руслан Миколайович
Русла́н Микола́йович Перепели́ця (1979—2023) — молодший сержант Збройних сил України, учасник російсько-української війни.

## Життєпис
Народився 10 липня 1979 року в селі Жадень Рівненської області. Згодом родина переїхала до села Чорноплатове, що на Сумщині. Там закінчив Чорноплатівську школу та вступив до Конотопського ПТУ-20. Пізніше навчався в Путивльському державному аграрному технікумі, де здобув фах ветеринара. Працював ветеринаром у Чорноплатовому. 
У квітні мобілізований на військову службу, проходив її у 58-й окремій мотопіхотній бригаді. Після демобілізації працював за фахом. 
У перший день повномасштабного вторгнення став до лав Конотопського ТрО. З червня 2023 року проходив службу в 93-й механізованій бригаді. Був бойовим медиком.
Загинув 22 вересня 2023 року в районі села Андріївка Донецької області.

## Нагороди та вшанування
- Орден «За мужність» III ступеня (20 вересня 2024, посмертно) — за особисту мужність, виявлену у захисті державного суверенітету та територіальної цілісності України, самовіддане виконання військового обов'язку[1].
- Почесний громадянин Попівської територіальної громади.